# Pont La Fayette (Paris)
Le pont La Fayette est un pont de Paris qui permet le franchissement des voies ferrées de la gare de l'Est par la rue La Fayette.

## Situation et accès
Situé rue La Fayette, entre la rue de l'Aqueduc et la rue Philippe-de-Girard, ce site est desservi par les stations de métro Gare du Nord,  Gare de l'Est et Château-Landon.

## Historique

### Construction (1927-1928)
L'accroissement du trafic ferroviaire est important. Il passe de 8 500 000 voyageurs en 1900 à 14 000 000 voyageurs en 1913, puis 25 000 000 en 1925. Le développement du réseau ferré de la compagnie des chemins de fer de l'Est va entraîner la multiplication du nombre de voies de la gare de l'Est. Entre 1900 et 1925 le nombre de voies est porté de 16 à 30. Il faut donc doubler la gare entre 1928 et 1931 et la longueur du pont permettant à la rue La Fayette de franchir ces voies. Le pont construit en 1882 avait une longueur de 79 mètres. Le nouveau pont devait avoir 149 mètres de long et était biais par apport aux voies ferrées.
L'implantation des voies impose de prévoir un pont avec deux travées de portées différentes. La circulation ferroviaire ne pouvant être interrompue, la réalisation du pont devait se faire dans des délais très courts.
Albert Caquot du cabinet Pelnard-Considère-Caquot a proposé une solution originale : construire un pont à deux poutres latérales en treillis en béton armé qui ont des portées différentes à cause de la position inamovible de la pile. Cette solution n'a probablement été acceptée que grâce à la notoriété de son concepteur, car dans un avis donné dans le rapport du 21 juin 1927 rédigé par la direction des chemins de fer du ministère des Travaux Publics au préfet de la Seine, on note :

« Il n'existe ni en France ni à l'étranger de poutres à treillis en béton armé de ce type ; sa construction apparaît particulièrement délicate, eu égard à la portée et à sa position au-dessus d'une gare très importante et livrant passage à une des voies de Paris les plus fréquentées. Par ailleurs, on ne saurait garantir que le coulage du béton dans l'intervalle de fers nombreux et rapprochés peut être exécuté dans des conditions entièrement satisfaisantes. »

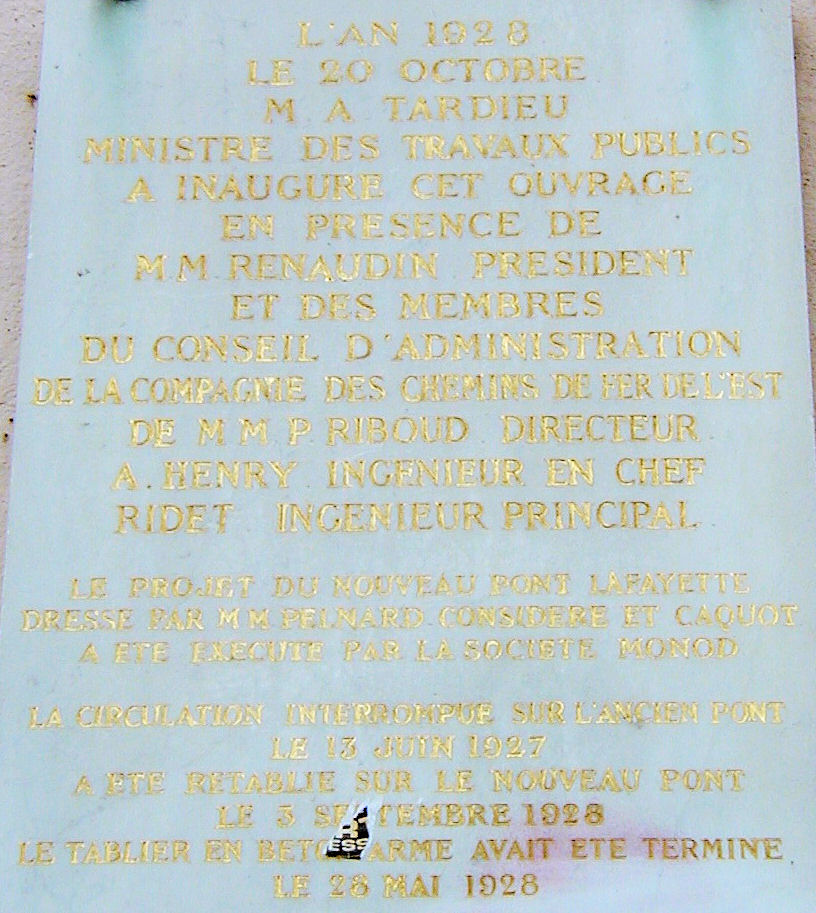
Plaque commémorative

La réalisation du projet a été confiée à l'entreprise Monod qui l'a exécuté entre juillet 1927 et septembre 1928. La circulation routière sur l'ancien pont avait été interrompue le 13 juin 1927. Le bétonnage du tablier a été terminé le 26 mai 1928. La circulation a été rétablie le 3 septembre 1928. Le pont a été inauguré le 20 octobre 1928 par André Tardieu, ministre des Travaux Publics.
Le pont a été réalisé en deux phases en commençant par la partie du pont située sur le terre-plein non utilisé et la culée côté La Villette.
 La construction du reste de l'ouvrage a nécessité de démolir l'ancien pont dont on a réutilisé quatre de ses neuf poutres pour servir de cintre et supporter le coffrage du nouveau pont. Ce cintre n'était pas assez résistant pour supporter le poids des deux poutres latérales. On a donc commencé par bétonner la partie inférieure du tablier supportant la chaussée qui a été dimensionnée pour reprendre, avec le cintre, le poids supplémentaire des parties supérieures des poutres.

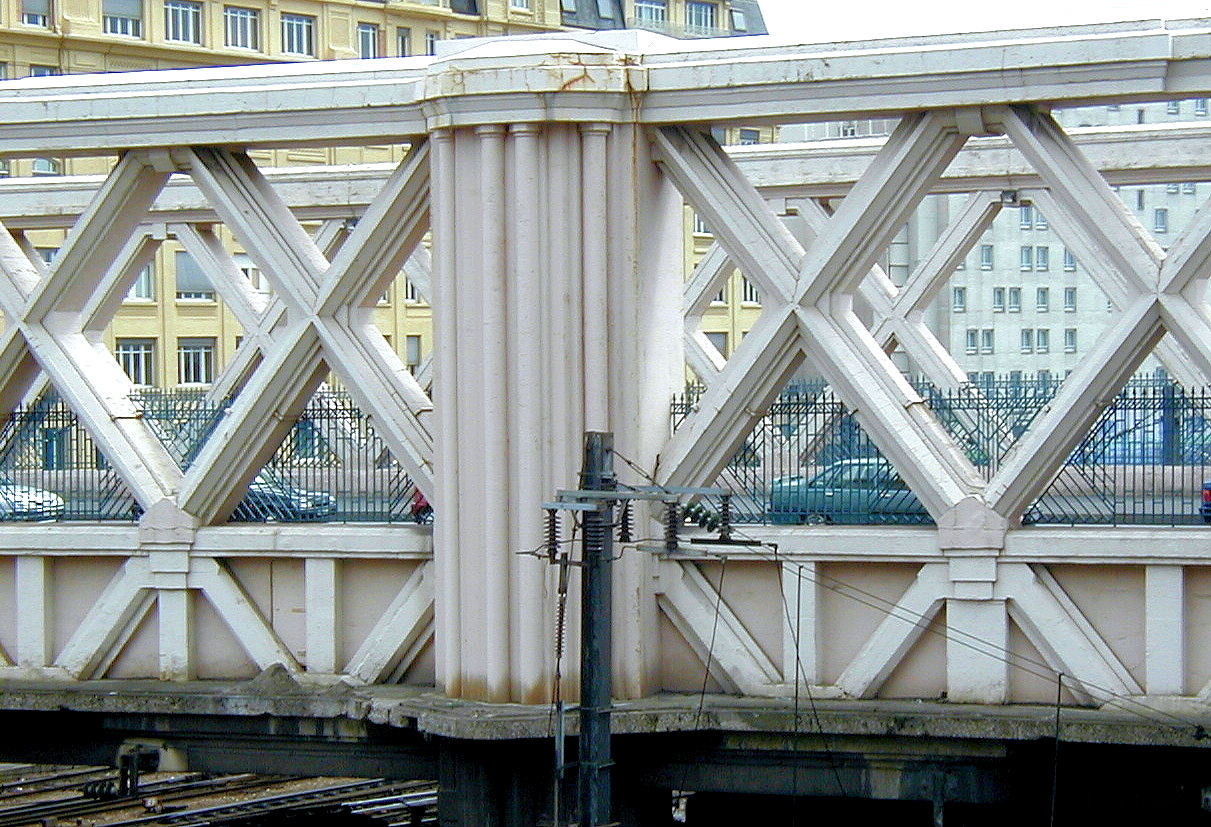
Traitement architectural

Pour limiter l'aspect massif de cette structure, le concepteur a fait attention au traitement architectural de son parement en plaçant des filets amincissants et un treillage céramique Francer pour le voile et la décoration des piles. Le béton a été bouchardé et on a donné des formes variées aux grilles métalliques servant de garde-fou.
De façon à assurer un bon remplissage en béton autour des armatures, en particulier celles situées en partie inférieure des poutres soumises à l'action corrosive des fumées de locomotives, il a été utilisé, pour la première fois, des pervibrateurs à air comprimé du béton. En 1961, on n'a pas noté de dommage dû à la corrosion des aciers.
À son achèvement en 1928, le pont de la rue La Fayette détenait le record mondial des poutres continues en treillis.

### Relevage (1961)
En 1961, l'électrification du réseau a été décidée. Les plans de pose des caténaires et des isolateurs ont montré que le gabarit était suffisant côté Opéra mais nécessitait un relevage du pont de 71 cm au droit de la culée côté La Villette. L'opération de vérinage a été confiée à l'entreprise Boussiron qui avait l'expérience du vérinage des couvertures des hangars de Marignane. L'opération de vérinage a été supervisée par Nicolas Esquillan. Cette opération a duré cinq journées de huit heures. La charge à vériner avait été estimée à 8 550 t, mais il a fallu mettre en œuvre 10 250 t.